# Мадагаскарська котяча змія
Мадагаскарська котяча змія (Madagascarophis colubrinus) — неотруйна змія з роду Мадагаскарський вуж родини Вужеві. Має 5 підвидів.

## Опис

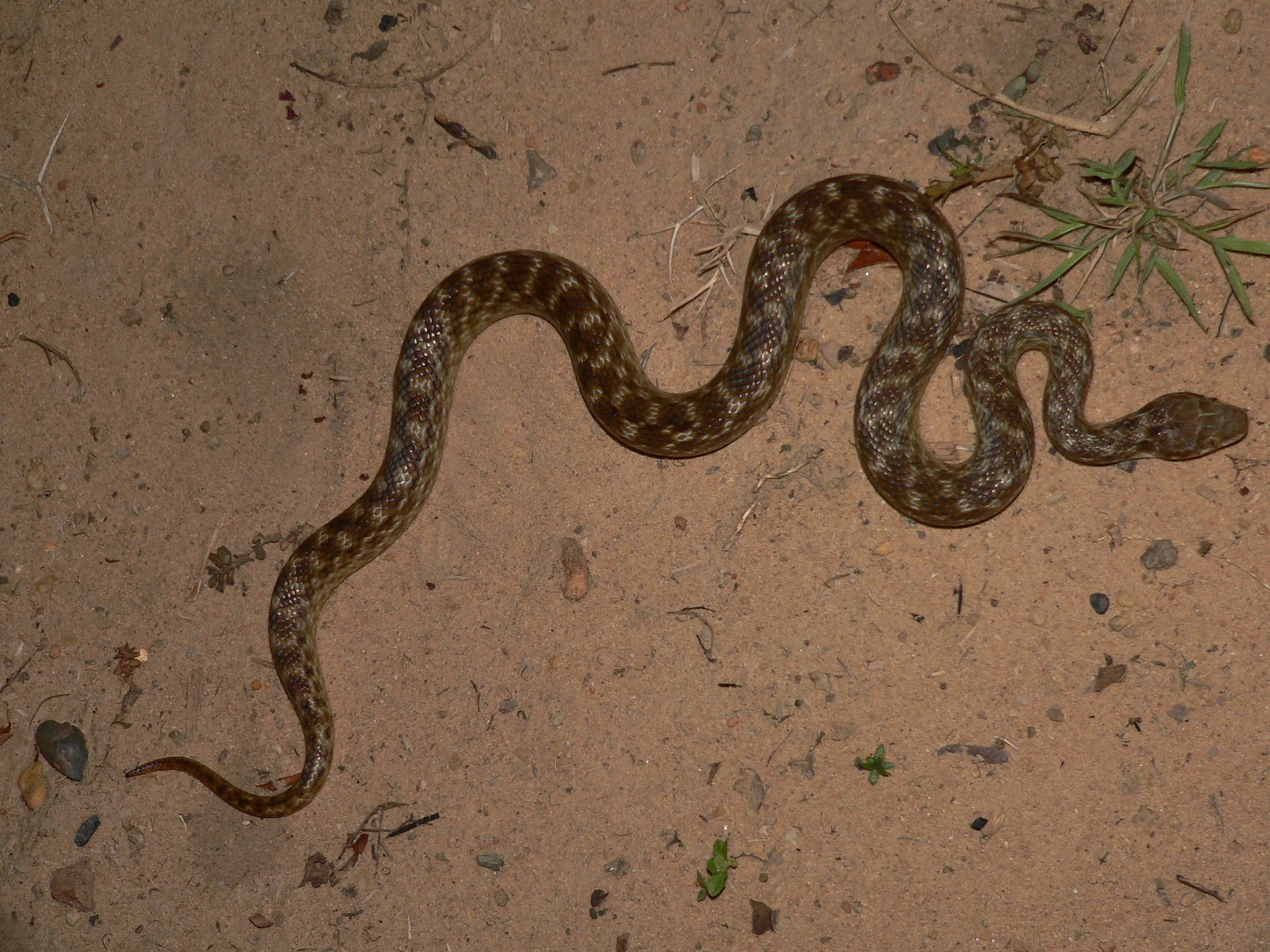

Загальна довжина досягає 1 м. Голова сильно розширена в основі, має великі очі з вертикальними зіницями. Тулуб кремезний, стрункий. Забарвлення дуже мінливе, основний тон тулуба коливається від сірого до коричневого. Спину вкриває візерунок з темних прямокутних плям. Черево та кінчик хвоста світлі. Молоді особини забарвлені набагато яскравіше, зазвичай у жовті та помаранчеві кольори, з віком забарвлення тьмяніє.

## Спосіб життя
Полюбляє лісисту місцину. Усе життя проводить на землі. Втім добре лазить по деревах. Активна вночі. Харчується хамелеонами, мишоподібними гризунами.
Це яйцекладна змія. Самиця відкладає до 10 яєць. Через 75—82 дні з'являються молоді змії.

## Розповсюдження
Це ендемік о.Мадагаскар.

## Підвиди
- Madagascarophis colubrinus colubrinus
- Madagascarophis colubrinus insularis
- Madagascarophis colubrinus occidentalis
- Madagascarophis colubrinus pastoriensis
- Madagascarophis colubrinus septentrionalis